# Petra Steimen-Rickenbacher
Petra Steimen-Rickenbacher, née le 20 mai 1966, est une personnalité politique schwytzoise, membre du Parti libéral-radical (PLR). 
Elle siège au Conseil d'État du canton de Schwytz depuis juillet 2012, à la tête du département de l'intérieur.

## Biographie
Petra Steimen-Rickenbacher naît Petra Rickenbacher le 20 mai 1966,.
Elle est institutrice de formation et a également travaillé comme gérante d'immeubles.
Elle travaille à la direction de l'entreprise de son mari jusqu'à sa prise de fonctions au gouvernement schwytzois,.
Elle est mariée à Urs Steimen, directeur et propriétaire de l'entreprise familiale de chauffage et de climatisation Steimen à Wollerau. Ils habitent à Wollerau et ont deux enfants.

## Parcours politique
Elle est membre du PLR.
Elle siège au sein du conseil scolaire de la commune de Wollerau de 1999 à 2006. Elle est élue au Conseil cantonal de Schwytz le 28 avril 2004. Réélue le 16 mars 2008, elle y siège jusqu'au 30 juin 2012,. En parallèle, elle siège de 2005 à 2010 au sein de la commission constituante (composée de 15 députés au parlement schwytzois et de 12 représentants de la population, tous élus par le parlement).
Le 11 mars 2012, elle est élue au Conseil d'État, en avant-dernière position des sept élus (avec 17 556 voix, soit 33 de plus que l'UDC André Rüegsegger, également nouvellement élu, et 273 de plus que le candidat PDC non élu Stefan Aschwanden). Elle est la deuxième femme à accéder au gouvernement schwytzois après Margrit Weber-Röllin. Réélue le 20 mars 2016 et le 22 mars 2020, les deux fois avec le meilleur score de tous les candidats,, elle dirige le département de l'intérieur. Elle préside le gouvernement du 1er juillet 2020 au 30 juin 2022.
À la fin 2019, elle est hospitalisée pour un infarctus.